# Listă de filme de groază din 2004
Aceasta este o listă de filme de groază din 2004.
| Titlu                                    | Regizor                                                                                            | Distribuție                                              | Țara                                                                               | Note                |
| ---------------------------------------- | -------------------------------------------------------------------------------------------------- | -------------------------------------------------------- | ---------------------------------------------------------------------------------- | ------------------- |
| 12 Days of Terror                        | Jack Sholder                                                                                       | John Rhys-Davies, Colin Egglesfield                      | Statele Unite ale Americii                                                         | Television film     |
| Ab-normal Beauty                         | Oxide Pang Chun                                                                                    | Race Wong, Rosanne Wong, Anson Leung                     | Hong Kong                                                                          | [ 2 ]               |
| Adam and Evil                            | Andrew Van Slee                                                                                    | Brody Harms, Erica Cerra, Barbara Kottmeier              | Statele Unite ale Americii                                                         | [ 3 ]               |
| A Four Course Meal                       | Clay Liford                                                                                        | Ilram Choi, Haley Ramm, Tamarah Murley                   | Statele Unite ale Americii                                                         | [ 4 ]               |
| Alien vs. Predator                       | Paul W. S. Anderson                                                                                | Sanaa Lathan, Raoul Bova, Lance Henriksen                | Statele Unite ale Americii                                                         | [ 5 ]               |
| Anacondas: The Hunt for the Blood Orchid | Dwight H. Little                                                                                   | Johnny Messner, KaDee Strickland, Matthew Marsden        | Statele Unite ale Americii                                                         | [ 6 ]               |
| Art of the Devil                         | Thanit Jitnukul                                                                                    | Krongthong Ratchatawan, Trin Sethachoke, Nirut Sutjarit  |                                                                                    | [ 7 ]               |
| Beyond the Wall of Sleep                 | Thom Maurer, Barrett Klausman                                                                      |                                                          | Statele Unite ale Americii                                                         | [ 8 ]               |
| Blade: Trinity                           | David S. Goyer                                                                                     | Wesley Snipes, Kris Kristofferson, Jessica Biel          | Statele Unite ale Americii                                                         | [ 9 ]               |
| Blessed                                  | Simon Fellows                                                                                      | James Purefoy, David Hemmings, Heather Graham            | Statele Unite ale Americii                                                         | [ 10 ]              |
| Bloodsucking Redneck Vampires            | Joe Sherlock, Mike Hegg                                                                            | Dee Alsman, Makayla Brown, Shannon Barksdale             | Statele Unite ale Americii                                                         | [ 11 ]              |
| Bone Sickness                            | Brian Paulin                                                                                       | Rich George, Kevin Barbare, Ruby Larocca                 | Statele Unite ale Americii                                                         | [ 12 ]              |
| Boo                                      | Anthony C. Ferrante                                                                                | Jilon Ghai, Dig Wayne, Nicole Rayburn                    | Statele Unite ale Americii                                                         | [ 13 ]              |
| Bunshinsaba                              | Byeong-ki Ahn                                                                                      | Kim Gyu-ri, Lee Se-eun, Lee Yuri                         | Coreea de Sud                                                                      | [ 14 ]              |
| Calvaire                                 | Fabrice Du Welz                                                                                    | Laurent Lucas, Philippe Nahon, Jackie Berroyer           | Luxemburg · Belgia · Franța                                                        | [ 15 ]              |
| Cemetery Gates                           | Roy Knyrim                                                                                         | Reggie Bannister                                         |                                                                                    | [ 16 ]              |
| Club Dread                               | Jay Chandrasekhar                                                                                  | Bill Paxton, Jay Chandrasekhar, Kevin Heffernan          | Statele Unite ale Americii                                                         | Comedy horror       |
| Creep                                    | Christopher Smith                                                                                  | Franka Potente, Vas Blackwood, Sean Harris               | Germania · Regatul Unit al Marii Britanii și al Irlandei de Nord                   | [ 18 ]              |
| Cube Zero                                | Ernie Barbarash                                                                                    | Martin Roach, Stephanie Moore                            | Statele Unite ale Americii                                                         | [ 19 ]              |
| The Curse of El Charro                   | Rich Ragsdale                                                                                      | Andrew Bryniarski, Danny Trejo, Heidi Androl             | Statele Unite ale Americii                                                         | Direct-to-video     |
| Curse of the Komodo                      | Jay Andrews                                                                                        | J.P. Davis, Gail Harris, Ted Monte                       | Statele Unite ale Americii                                                         | [ 21 ]              |
| Dawn of the Dead                         | Zack Snyder                                                                                        | Sarah Polley, Ving Rhames, Jake Weber                    | Statele Unite ale Americii                                                         | [ 22 ]              |
| Dead & Breakfast                         | Matthew Leutwyler                                                                                  | Ever Carradine, Brent David Fraser, Gina Philips         | Statele Unite ale Americii                                                         | [ 23 ]              |
| Dead Birds                               | Alex Turner                                                                                        | Henry Thomas, Patrick Fugit, Nicki Lynn Aycox            | Statele Unite ale Americii                                                         | [ 24 ]              |
| Dead Meat                                | Conor McMahon                                                                                      | Anthony Litton                                           | Republica Irlanda                                                                  | [ 25 ]              |
| DinoCroc                                 | Kevin O'Neill                                                                                      | Costas Mandylor, Charles Napier, Matthew Borlenghi       | Statele Unite ale Americii                                                         | [ 26 ]              |
| Dracula 3000                             | Darrell Roodt                                                                                      | Casper Van Dien, Erika Eleniak, Coolio                   | Germania · Africa de Sud                                                           | [ 27 ]              |
| Evil Remains                             | James Merendino                                                                                    | Maryam d'Abo, Daniel Gillies, Will Rokos                 | Statele Unite ale Americii                                                         | [ 28 ]              |
| Exorcist: The Beginning                  | Renny Harlin                                                                                       | Stellan Skarsgård, Izabella Scorupco, James D'Arcy       | Statele Unite ale Americii                                                         | [ 29 ]              |
| The Eye 2                                | Oxide Pang Chun, Danny Pang                                                                        | Shu Qi, Eugenia Yuan, Jesdaporn Pholdee                  | Hong Kong · Thailanda                                                              | [ 30 ]              |
| Face                                     | Yoo Sang-gon                                                                                       | Shin Hyeon-jun, Hyun-Jun Shin                            | Coreea de Sud                                                                      | [ 31 ]              |
| The Family That Eats Soil                | Khavn                                                                                              | Jocelyn Sibayan, Gigi Duque, Kristine Kintana            | Filipine                                                                           | [ 32 ]              |
| Fear of Clowns                           | Kevin Kangas                                                                                       | Jacky Reres                                              | Statele Unite ale Americii                                                         | [ 33 ]              |
| Feng Shui                                | Chito Roño                                                                                         |                                                          | Filipine                                                                           | [ 34 ]              |
| First Love                               | Matteo Garrone                                                                                     | Michela Cescon, Vitaliano Trevisan                       | Italia                                                                             | Sex horror          |
| Frankenfish                              | Mark A.Z. Dippé                                                                                    | Muse Watson, Mark Boone, Jr., Reggie Lee                 | Statele Unite ale Americii                                                         | [ 36 ]              |
| Freak Out                                | Christian James                                                                                    | James Heathcote, Dan Palmer                              | Statele Unite ale Americii                                                         | Horror comedy       |
| Gargoyle                                 | Jay Andrews                                                                                        | Michael Paré, Petri Roega, Kate Orsini                   | România · Statele Unite ale Americii                                               | [ 38 ]              |
| Ghost Game                               | Joe Knee                                                                                           | Alexandra Barreto, Shelby Fenner                         | Statele Unite ale Americii                                                         | [ 39 ]              |
| Ghost Lake                               | Jay Woelfel                                                                                        | Damian Maffei, Tatum Adair, Gregory Lee Kenyon           | Statele Unite ale Americii                                                         | Direct-to-video     |
| Ginger Snaps 2: Unleashed                | Brett Sullivan                                                                                     | Emily Perkins, Katharine Isabelle                        | Canada                                                                             | [ 41 ]              |
| Ginger Snaps Back: The Beginning         | Grant Harvey                                                                                       | Katharine Isabelle, Emily Perkins                        | Canada                                                                             | [ 42 ]              |
| Glass Trap                               | Fred Olen Ray                                                                                      | Stella Stevens, C. Thomas Howell                         | Statele Unite ale Americii                                                         | [ 43 ]              |
| Godsend                                  | Nick Hamm                                                                                          | Greg Kinnear, Rebecca Romijn                             | Statele Unite ale Americii · Canada                                                | [ 44 ]              |
| Goreinvasión                             | Germán Magariños                                                                                   |                                                          | Argentina                                                                          | [ 45 ]              |
| The Grudge                               | Takashi Shimizu                                                                                    | Sarah Michelle Gellar, Jason Behr, William Mapother      | Statele Unite ale Americii                                                         | [ 46 ]              |
| Guardian of the Realm                    | Ted Smith                                                                                          | Tanya Dempsey, Glen Levy                                 | Statele Unite ale Americii                                                         | [ 47 ]              |
| H6: Diary of a Serial Killer             | Martín Garrido Barón                                                                               | Antonio Mayans, Raquel Arenas, Ángel Alarcón             | Spania                                                                             | [ 48 ]              |
| Half-Caste                               | Sebastian Apodaca                                                                                  | Kathy Wagner, Robert Pike Daniel, Kim te Roller          | Africa de Sud                                                                      | [ 49 ]              |
| The Halfway House                        | Kenneth J. Hall                                                                                    | Mary Woronov, Saye Yabandeh, Janet Tracy Keijser         | Statele Unite ale Americii                                                         | [ 50 ]              |
| Hair High                                | Bill Plympton                                                                                      |                                                          | Statele Unite ale Americii                                                         | Comedy horror       |
| The Hazing                               | Rolfe Kanefsky                                                                                     | Brad Dourif, Parry Shen, Jeremy Maxwell                  | Statele Unite ale Americii                                                         | [ 52 ]              |
| Hellbent                                 | Paul Etheredge-Ouzts                                                                               | Dylan Fergus, Nick Name, Andrew Levitas                  | Statele Unite ale Americii                                                         | [ 53 ]              |
| Hell's Gate 11:11                        | Michael Bafaro                                                                                     | Paul Dzenkiw, Laura Mennell, Kristina Copeland           | Canada                                                                             | [ 54 ]              |
| Hide and Creep                           | Chance Shirley, Chuck Hartsell                                                                     | Barry Austin, Chris Garrison, Tony Boyd                  | Statele Unite ale Americii                                                         | [ 55 ]              |
| House of Voices                          | Pascal Laugier                                                                                     | Virginie Ledoyen, Marie Herry, Catriona MacColl          | România · Franța                                                                   | [ 56 ]              |
| Hunting Creatures                        | Andreas Pape                                                                                       | Christian Engelmann, Oliver Kellisch, Boris Hansmann     | Germania                                                                           | [ 57 ]              |
| Infection                                | Masayuki Ochiai                                                                                    | Kōichi Satō, Mari Hoshino, Masanobu Takashima            | Japonia                                                                            | [ 58 ]              |
| Ju-Rei: The Uncanny                      | Koji Shiraishi                                                                                     | Chinatsu Wakatsuki, Eriko Kazuto, Mirai Ueno             | Japonia                                                                            | [ 59 ]              |
| Kakurenbo                                | |                                                          | Japonia                                                                            | [ 60 ]              |
| Kill the Scream Queen                    | Bill Zebub                                                                                         | Deborah Dutch, Kerri Taylor, Rachel DeGenaro             | Statele Unite ale Americii                                                         | [ 61 ]              |
| Madhouse                                 | William Butler                                                                                     | Natasha Lyonne, Jordan Ladd, Lance Henriksen             | Statele Unite ale Americii                                                         | [ 62 ]              |
| Malevolence                              | Stevan Mena                                                                                        | Samantha Dark, R. Brandon Johnson, Courtney Bertolone    | Statele Unite ale Americii                                                         | [ 63 ]              |
| Marebito                                 | Takashi Shimizu                                                                                    | Shinya Tsukamoto, Tomomi Miyashita                       | Japonia                                                                            | [ 64 ]              |
| Murder-Set-Pieces                        | Nick Palumbo                                                                                       | Tony Todd, Gunnar Hansen, Cerina Vincent                 | Statele Unite ale Americii                                                         | [ 65 ]              |
| Off the Beaten Path                      | Jason Stephenson                                                                                   | Jessie Welsch, Carrie Sizemore, Tommy Thompson           | Statele Unite ale Americii                                                         | [ 66 ]              |
| One Missed Call                          | Takashi Miike                                                                                      | Kou Shibasaki, Shinichi Tsutsumi, Kazue Fukiishi         | Japonia                                                                            | [ 67 ]              |
| Premonition                              | Norio Tsuruta                                                                                      | Noriko Sakai, Hiroshi Mikami, Maki Horikita              | Japonia                                                                            | [ 68 ]              |
| Punk Rock Holocaust                      | Doug Sakmann                                                                                       | Lloyd Kaufman, Kevin Lyman, Heather Vantress             | Statele Unite ale Americii                                                         | [ 69 ]              |
| Puppet Master vs Demonic Toys            | Ted Nicolaou                                                                                       | Vanessa Angel, Corey Feldman, Silvia Suvadova            | Statele Unite ale Americii                                                         | [ 70 ]              |
| R-Point                                  | Gong Su-chang                                                                                      | Gam Woo-seong, Son Byeong-ho, Oh Tae-gyeong              | Coreea de Sud                                                                      | [ 71 ]              |
| Resident Evil: Apocalypse                | Alexander Witt                                                                                     | Milla Jovovich, Sienna Guillory, Oded Fehr               | Statele Unite ale Americii                                                         | [ 72 ]              |
| Riding the Bullet                        | Mick Garris                                                                                        | Jonathan Jackson, David Arquette, Cliff Robertson        | Statele Unite ale Americii                                                         | [ 73 ]              |
| Ring of Darkness                         | David DeCoteau                                                                                     | Ryan Starr, Mink Stole, Irina Voronina                   | Statele Unite ale Americii                                                         | [ 74 ]              |
| The Risen                                | Brandon Bethmann, Eric Szmyr                                                                       | Tony Grocki, Sue-Ellen Bethmann, Conor Grocki            | Statele Unite ale Americii                                                         | [ 75 ]              |
| Romasanta                                | Paco Plaza                                                                                         | Julian Sands, Elsa Pataky, John Sharian                  | Spania                                                                             | [ 76 ]              |
| Santeria: The Soul Possessed             | Benny Mathews                                                                                      | Nito Perez Jr., Rico Thurwalker, Maria Fonseca Sotolongo | Statele Unite ale Americii                                                         | [ 77 ]              |
| SARS Wars                                | Taweewat Wanta                                                                                     | Tep Pho-Ngam, Supakorn Kitsuwon, Somlek Sakdikul         | Thailanda                                                                          | [ 78 ]              |
| Saw                                      | James Wan                                                                                          | Leigh Whannell, Cary Elwes, Danny Glover                 | Statele Unite ale Americii                                                         | [ 79 ]              |
| Scarred                                  | Jon Hoffman, Dave Rock                                                                             |                                                          | Statele Unite ale Americii                                                         | Direct-to-video     |
| Seed of Chucky                           | Don Mancini                                                                                        | Brad Dourif, Jennifer Tilly, Billy Boyd                  | Statele Unite ale Americii                                                         | [ 81 ]              |
| Shallow Ground                           | Sheldon Wilson                                                                                     | Timothy V. Murphy, Stan Kirsch, Rocky Marquette          | Statele Unite ale Americii                                                         | [ 82 ]              |
| Shaun of the Dead                        | Edgar Wright                                                                                       | Simon Pegg, Kate Ashfield, Nick Frost                    | Regatul Unit al Marii Britanii și al Irlandei de Nord                              | [ 83 ]              |
| Sisily 2km                               | |                                                          | Coreea de Sud                                                                      | [ necesită citare ] |
| The Sisterhood                           | David DeCoteau                                                                                     | Michelle Borth, Storm David Newton, Kate Plec            | Regatul Unit al Marii Britanii și al Irlandei de Nord · Statele Unite ale Americii | [ 84 ]              |
| Skeleton Man                             | Johnny Martin                                                                                      | Jackie Debatin, Robert Miano, Michael Rooker             | Statele Unite ale Americii                                                         | [ 85 ]              |
| Spectres                                 | Phil Leirness                                                                                      | Marina Sirtis, Alexander Agate, Lauren Birkell           | Statele Unite ale Americii                                                         | [ 86 ]              |
| Spider Forest                            | Song Il-gon                                                                                        | Gam Wu-seong, Suh Jung, Kang Kyeong-heon                 | Coreea de Sud                                                                      | [ 87 ]              |
| Suburban Nightmare                       | Jon Keeyes                                                                                         | Brandy Little, Kimberly Grant, Farah White               | Statele Unite ale Americii                                                         | [ 88 ]              |
| Tales from the Crapper                   | Chris Seaver, Lloyd Kaufman, Gabriel Friedman, Chad Ferrin, Dave Paiko, Brian Spitz, Lloyd Kaufman | Eli Roth, Ted Raimi, Ron Jeremy                          | Statele Unite ale Americii                                                         | Comedy horror       |
| They Came Back                           | Robin Campillo                                                                                     | Géraldine Pailhas, Jonathan Zaccaï, Frédéric Pierrot     | Franța                                                                             | [ 90 ]              |
| The Thing Below                          | Jim Andrews                                                                                        | David Richmond-Peck, Jim Thorburn, Julie Hill            | Statele Unite ale Americii                                                         | [ 91 ]              |
| Three... Extremes                        | Fruit Chan, Takashi Miike, Park Chan-wook                                                          | Bai Ling, Miriam Yeung, Tony Leung Kar-Fai               | Japonia · Thailanda · Coreea de Sud · Hong Kong                                    | [ 92 ]              |
| Toolbox Murders                          | Tobe Hooper                                                                                        | Angela Bettis, Juliet Landau, Sheri Moon                 | Statele Unite ale Americii                                                         | [ 93 ]              |
| Tremors 4: The Legend Begins             | S. S. Wilson                                                                                       | Michael Gross, Billy Drago, August Schellenberg          | Statele Unite ale Americii                                                         | Comedy horror       |
| Twisted Illusions 2                      | Joel D. Wynkoop                                                                                    |                                                          | Statele Unite ale Americii                                                         | [ 95 ]              |
| Unseen Evil 2                            | Jeff Leroy                                                                                         | Priscilla Barnes, Lorenzo Lamas, Shilo May               | Statele Unite ale Americii                                                         | Direct-to-video     |
| Van Helsing                              | Stephen Sommers                                                                                    | Hugh Jackman, Kate Beckinsale, Richard Roxburgh          | Statele Unite ale Americii                                                         | [ 97 ]              |
| Werewolf Warrior                         | Tomo'o Haraguchi                                                                                   | Miki Tanaka, Nozomi Andô, Masatô Ibu                     | Japonia                                                                            | [ 98 ]              |
| Zombie Honeymoon                         | David Gebroe                                                                                       | Graham Sibley, Tracy Coogan, David M. Wallace            | Statele Unite ale Americii                                                         | [ 99 ]              |